# Hrvatski akademski vaterpolski klub Mladost Zagreb
Hrvatski akademski vaterpolski klub Mladost (HAVK Mladost) je hrvatski vaterpolski klub iz Zagreba, dio Hrvatskog akademskog športskog društva Mladost. Klub je utemeljen 1945. godine u sklopu Akademskog sportskog društva Mladost, sljednika predratnog Hrvatskog akademskog športskog kluba. 
Mladost domaće utakmice igra na Bazenu Mladost. Klupsko sjedište je na adresi Jarunska 5, Zagreb. Klupski nadimak je Žapci ili Žapci sa Save. 
Mladost je sedam puta bila prvak Europe, a ukupno je osvojila 15 europskih trofeja. Klub je sedamnaest puta bio prvak države, a jedanaest puta osvajač nacionalnog kupa. Od osnutka Republike Hrvatske Mladost je osvojila jedanaest hrvatskih prvenstava i deset hrvatskih kupova. 
LEN je proglasio Mladost Najboljim svjetskim vaterpolskim klubom 20. stoljeća.

## Povijest kluba
Mladost je osnovana 1946. godine kao vaterpolska sekcija Plivačkog kluba istog naziva (nakon što su komunističke vlasti zabranile HAŠK). Mladost nikad nije bila plasirana ispod petog mjesta u prvenstvima Jugoslavije i jedina je, uz splitski Jadran, cijelo vrijeme bila u Prvoj ligi.
Nakon relativno neuspješnog početnog razdoblja (tada su dominirali splitski klubovi Jadran i Mornar, te dubrovački Jug), mladostaši su preporod doživjeli dovršenjem zimskog plivališta u tadašnjoj Daničićevoj ulici 1959. godine. Prvo su (1960. i 1961.) osvojili zimsko prvenstvo Jugoslavije (tada se nije igrao Kup), a potom su 1962. prvi put postali i prvaci države.
Godine 1963. na jugoslavensku i europsku vaterpolsku scenu stupio je, pojačan brojnim hrvatskim vaterpolistima, novi klub – beogradski Partizan. Sljedećih desetljeća Mladost i Partizan bit će ne samo glavni suparnici u jugoslavenskim okvirima nego i u europskim. Do 1967. godine uspješniji su bili Beograđani, ali te godine otpočela je jedna od najuspješnijih dionica zagrebačkog kluba.
Za vrlo kratko vrijeme Mladost je tri puta bila prvak Jugoslavije i četiri puta najbolja u Europi (triput zaredom – 1968. kao branitelj naslova europskog prvaka). 
Do prvog europskog naslova i to bez ijednog poraza Mladost je došla 1967. godine. U polufinalu je pobijedila moskovski CSK-a, a u finalu je bila bolja od bukureštanskog Dinama. U Zagrebu je bilo 4:2 za Žapce, u Bukureštu 4:4. Sljedeće godine suparnik u finalu Zagrepčanima bio je moskovski Dinamo (u polufinalu je eliminiran Dinamo iz Magdeburga). U Beogradu (Mladost nije mogla igrati u Zagrebu) bilo je 7:3 za Mladost, u Moskvi 4:4. Suparnik Mladosti u trećem finalu zaredom bio je talijanski Pro Recco (u polufinalu je izbačena Barcelona). Mladost je u Beogradu pobijedila 5:3, a u Genovi izgubila s 2:3. 
Sljedeće godine (1970.) Mladost je na završnom turniru u Beogradu zauzela drugo mjesto s istim brojem bodova kao i prvi Partizan, ali sa slabijom razlikom pogodaka. Do četvrtog Kupa prvaka, 1971. godine, Zagrepčani su došli na završnom turniru odigranom u Hvaru. Žapci su pobijedili sve svoje suparnike, a ključna je bila pobjeda nad Pro Reccom (4:2).
LEN proglasila je Mladost „Najboljim svjetskim vaterpolskim klubom 20. stoljeća”.

## Klupski uspjesi

#### Državna prvenstva (17)
Hrvatsko prvenstvo: (11)
- prvak: 1992., 1993., 1994., 1995., 1996., 1997., 1999., 2002., 2003., 2008., 2021.
  - doprvak: 1998., 2001., 2005., 2006., 2007., 2009., 2010., 2014., 2017., 2018., 2019., 2020.

Jugoslavensko prvenstvo: (6)
- prvak: 1962., 1967., 1969., 1971., 1989., 1990.
  - doprvak: 1949., 1955., 1963., 1964., 1965., 1966., 1968., 1970., 1972., 1973., 1974., 1975., 1977., 1988., 1991.

Zimsko prvenstvo Jugoslavije: (5)
- prvak: 1960., 1961., 1962., 1964., 1970.
  - doprvak: 1963., 1969., 1971., 1972.

#### Državni kupovi (11)
Hrvatski kup: (10)
- pobjednik: 1992., 1993., 1997., 1998., 2001., 2005., 2010., 2011., 2019./20., 2020./21.
  - finalist: 1994., 2000., 2004., 2006., 2007., 2008., 2009., 2014./15., 2016./17., 2018./19.

Jugoslavenski vaterpolski kup: (1)
- pobjednik: 1988./89.
  - finalist: 1975.

#### Međunarodna natjecanja (15)
Liga prvaka / Kup prvaka: (7)
- pobjednik: 1968., 1969., 1970., 1972., 1990., 1991., 1996.
  - finalist: 1971., 1993., 1997., 2000.

Kup pobjednika kupova: (2)
- pobjednik: 1976., 1999.
  - finalist: 2002.

Kup LEN: (1)
- pobjednik: 2001.
- finalist: 2013./14.

Europski superkup: (3)
- pobjednik: 1976., 1990., 1996.
  - finalist: 1991.

COMEN kup: (2)
- pobjednik: 1987., 1990.

#### Regionalna natjecanja: (2)
Jadranska liga: (2)
- prvak: 2019., 2020.
- doprvak: 2018.

## Momčad 2024./25.
| #  | Igrač              | Država | Pozicija           |
| -- | ------------------ | ------ | ------------------ |
| 11 | Ante Vukičević     |        | Napadač (Kap.)     |
| 1  | Ivan Marcelić      |        | Golman             |
| 2  | Andrija Bašić      |        | Napadač            |
| 3  | Domagoj Jajčinović |        | Bek                |
| 4  | Ivan Buljubašić    |        | Bek                |
| 5  | Mislav Vrlić       |        | Bek                |
| 6  | Matias Biljaka     |        | Bek                |
| 7  | Luka Bukić         |        | Napadač            |
| 8  | Franko Lazić       |        | Napadač            |
| 9  | Jan Bušić          |        | Napadač            |
| 10 | Josip Vrlić        |        | Centar             |
| 12 | Konstantin Harkov  |        | Napadač            |
| 13 | Eugen Sunara       |        | Vratar             |
| 14 | Toni Bušić         |        | Centar             |
|    | Igor Milanović     |        | Trener             |
|    | Hrvoje Hrestak     |        | Pomoćni trener     |
|    | Pero Kuterovac     |        | Kondicijski trener |
|    | Damir Luketić      |        | Fizioterapeut      |
|    | Frano Vićan        |        | Trener vratara     |

- Cosmin Radu, proglašen za najboljeg igrača Jadranske vaterpolske lige u sezoni 2018./19.[3]
- Ivan Marcelić, proglašen za najboljeg vratara Jadranske vaterpolske lige u sezoni 2018./19.[3]

### Došli
- Luka Bukić
- Toni Bušić
- Ante Vukičević
- Konstantin Harkov
- Josip Vrlić
- Matias Biljaka
- Ivan Buljubašić

### Otišli
- Marino Čagalj
- Antonio Petković
- Luka Sučić
- Jerko Anzulović
- Alex Bowen
- Aljoša Kunac
- Marko Miškić
- Martin Papež

### Na posudbi
- Branimir Herceg - Solaris Šibenik

## Postava u sezoni 2006/07.
- Pavić, Burić, Pavlović, Jelača, Smith, Štritof, Herceg, Đogaš, Primorac, Perčinić, Premuš, Brkić, Kobešćak.

Trener: Milorad Damjanić
U sezoni 2006/07. se natjecala u Euroligi. Sudjelovanja je okončala u 3. krugu, u Euroligi, završivši na 4. mjestu skupine "A", iza "Partizana", "Brescie" i "Ethnikosa".

## Postava u sezoni 2007/08.
- Josip Pavić, Matija Jurin, Ivan Barada, Damir Burić, Jesse Smith, Marino Franičević, Luka Lončar, Srđan Antonijević, Teo Đogaš, Frano Karač, Petar Muslim, Ivan Buljubašić, David Babić, Zdeslav Vrdoljak, Andrei Iosep, Nikola Franković.

Trener: Ozren Bonačić

U sezoni 2007/08. Mladost je osvojila naslov prvaka Hrvatske i 4. mjesto u Euroligi, gdje su na završnom turniru u polufinalu poraženi od Pro Recca 6:9, te u utakmici za 3. mjesto od Vasasa 6:8.

## Postava u sezoni 2010./2011.
- Pavić, Perić, Vukičević, Letica, Petković, Živković, Udovičić, Brlečić, Karač, Muslim, Hinić, Buljubašić, Lončar.

Trener: Emil Nikolić

## Poznati igrači
| - Srđan Antonijević - Ozren Bonačić - Perica Bukić - Ivan Buljubašić - Damir Burić - Revaz Chomakhidze - Miloš Ćuk - Milorad Damjanić - Tino Vegar |  | - Teo Đogaš - Davor Erjavec - Zoran Filipović - Marino Franičević - Nikola Franković - Igor Hinić - Andrei Iosep - Zdravko Ježić |  | - Boris Katić - Frano Karač - Dario Kobešćak - Vjekoslav Kobešćak - Tomaž Lašič - Luka Lončar - Ronald Lopatny - Zlatko Mateša |  | - Igor Milanović - Mladen Miškulin - Petar Muslim - Vito Padovan - Tomislav Paškvalin - Josip Pavić - Andrija Popović - Danijel Premuš - Cosmin Radu |  | - Krešimir Rukavina - Robert Campi Sappe - Bruno Silić - Jesse Smith - Karlo Stipanić - Dubravko Šimenc - Zlatko Šimenc - Ratko Štritof |  | - Ivo Tumbić - Vanja Udovičić - Josip Vezjak - Frano Vićan - Ladislav Vidumanský - Damir Vincek - Renato Vrbičić - Zdeslav Vrdoljak |

## Poznati treneri
- Duško Antunović
- Ozren Bonačić
- Milorad Damjanić (pom. trener hrv. reprezentacije na OI 2008. i na EP 2008.), 11 puta prvak kao igrač s Mladosti i triput osvajač europskih kupova, trener hrvatske ženske reprezentacije[4]
- Vjekoslav Kobešćak
- Emil Nikolić

## Vanjske poveznice
- Službene stranice
- Crowaterpolo
- Hrvatski vaterpolo savez